# Augmentatif
En sémantique et en pragmatique, le terme augmentatif désigne un mot formé à partir d’un autre mot, le premier exprimant, en principe, en fonction de la nature du mot base, les dimensions plus grandes (pour les noms), le degré plus élevé de manifestation de la caractéristique (pour les adjectifs) ou l’intensité plus grande de l’action (pour les verbes) qu’exprime le mot base. En tant qu’adjectif, le terme qualifie le procédé par lequel se forme un mot augmentatif. Le contraire d’un tel mot et d’un tel procédé est désigné par le terme « diminutif »,,,,.
Les parties du discours dans lesquelles se forment des augmentatifs et leur quantité dans chacune d'elles dépend de la langue donnée. En français, par exemple, il y a seulement des noms et des adjectifs augmentatifs,, mais en BCMS il y a aussi de tels verbes et adverbes. De même, certaines langues sont plus riches en augmentatifs que d’autres, par exemple le BCMS par rapport au français.

## Formation des augmentatifs dans quelques langues
En général, les augmentatifs se forment par dérivation avec des suffixes et des préfixes. Certains affixes en forment dans plusieurs parties du discours, et certains mots peuvent devenir des augmentatifs avec un affixe ou un autre.

### En français
En français il y a relativement peu de suffixes augmentatifs et les mots qu’ils forment sont relativement peu nombreux.
Le suffixe -asse se trouve, par exemple, dans des noms et des adjectifs tirés de bases variées : lavasse (< laver), paperasse (< papier), hommasse (< homme), fadasse (< fade).
Le suffixe -on se trouve surtout dans des noms empruntés à l’italien ou influencés par l’italien, dont le caractère dérivé de mots qui expriment quelque chose de plus réduit est visible en français aussi, ex. ballon (< balle), million (< mille), médaillon (< médaille). Ce suffixe a aussi des formes élargies, par exemple -eton dans l’augmentatif gueuleton (< gueule) formé en français.
Le suffixe -issime emprunté au latin ou à l’italien forme des adjectifs tel que richissime.
On considère également comme augmentatifs des entités appelées préfixes par certains auteurs, éléments formants par d’autres ou éléments de composition savante par d’autres encore (en gras dans les exemples), qui sont internationaux, comme dans archi-faux, extradur, surdoué, superchampion.

### En BCMS
En BCMS, il y a relativement beaucoup de suffixes augmentatifs formateurs de noms. Dans ces exemples ne figurent que les plus productifs : repina (< rep « queue ») « une longue queue », sjekirčina (< sjekira « hache ») « une grande hache », jametina (< jama « trou ») « un énorme trou », kosurina (< kosa « cheveux ») « une grande chevelure ».
On forme aussi des adjectifs augmentatifs avec le suffixe -cat, employés d’ordinaire en syntagme avec leur adjectif base, ex. nov novcat « tout neuf », pun puncat « plein à craquer », zdrav zdravcat « en très bonne santé ».
Il y a aussi des adjectifs augmentatifs formés avec le préfixe pre- : prebogat « richissime », preširok « très large », previsok « très haut », prekrasan « très beau, magnifique ».
Le même préfixe est présent dans les adverbes ayant la forme de neutre nominatif singulier d’adjectifs : predaleko « très loin », prekrasno « magnifiquement », preveselo « très gaiement », prežalosno « très tristement ».
On retrouve ce même préfixe comme augmentatif de verbes : prejesti se, prejedati se « manger trop » ; prestići, prestizati « surpasser » ; presoliti, presaljati « saler trop ».
Des préfixes savants sont utilisés en BCMS aussi : hipermoderan « hypermoderne », superbogat « super-riche », ultraljubičast « ultraviolet ».

### En roumain
En roumain on forme des augmentatifs sur des bases nominales et adjectivales, rarement verbales ou interjectionnelles, avec quelques suffixes importants, dont seul le dernier cité est vraiment productif :
- -andru: băiețandru (< băiat « garçon ») « grand garçon », copilandru (< copil « enfant ») « grand enfant »[5] ;
- -an(că): bețivan(că) (< bețiv(ă) « ivrogne »), puștan(că) (< puști « gamin ») « grand(e) gamin(e) », bogătan(că) (< bogat(ă) « riche ») « richard(e) », grăsan(că) (< gras(ă) « gras(se) ») « très gros(se) », cloncan (< l’onomatopée clonc) au sens propre, le nom de plusieurs espèces d’oiseaux de grande taille, au figuré, « huile » (personnage important)[5] ;
- -oi/-oaie: cărțoi ou cărțoaie (< carte « livre ») « pavé »[18], căsoaie (< casă « maison ») « grande maison »[19], usturoi (du vebe a ustura « piquer ») « ail »[5].

### En d’autres langues
Des auteurs anglophones présentent également comme augmentatifs des entités qu’ils appellent préfixes ou préfixoïdes, comme arch-, extra-, macro-, mega-, super-.
En italien est courant le suffixe -one (cf. (fr) -on), ex. nasone (< naso « nez ») « gros nez », et en espagnol -ote, ex. hombrote (< hombre « homme ») « homme grand et/ou massif » ou -ón, ex. sillón (< silla « chaise ») « fauteuil ».

## Les augmentatifs au-delà de l’expression de l’augmentation ou de l’intensification
Certains augmentatifs formés de certaines bases ont un ou des sens en plus de leur sens principal. L’un des sens supplémentaire est péjoratif, comme celui des mots français avec le suffixe -asse (voir plus haut).
En BCMS aussi il y a des mots augmentatifs-péjoratifs : trbušina « gros ventre », lažovčina « grand menteur », babetina « vieillarde », etc.
En roumain, des suffixes augmentatifs-péjoratifs sont -anie, par exemple dans pățanie « mésaventure », du verbe a păți « avoir une mésaventure » (cf. (fr) pâtir), ce suffixe étant emprunté avec des mots d’origine slave ayant également un sens augmentatif-péjoratif, comme dihanie « grand animal effrayant ». D’autres suffixes de ce genre sont -oi, dans băboi (< babă « vieille femme ») « vieillarde » ou fătoi (< fată « fille ») « grande et grosse fille », et -aie, ex. colbăraie (< colb « poussière ») « grande quantité de poussière ». De même, des suffixes simplement augmentatifs gardent le sens péjoratif de la base, ex. bețivan « ivrogne ».
Certains mots formés avec des suffixes augmentatifs ont perdu ce sens au cours de l’histoire de la langue, devenant des mots nouveaux, neutres du point de vue pragmatique. Tels sont les mots français perron (< pierre) et aileron (< aile).
En roumain c’est le cas de mots dérivés avec le suffixe -oi qui forme des noms d’animaux mâles, ex. vulpoi (< vulpe « renarde ») « renard », et avec sa forme féminine combinée au suffixe -că pour des noms de femelles, comme ursoaică (< urs « ours ») « ourse ». Le même suffixe forme des ethnonymes féminins aussi, ex. franțuzoaică (< franțuz mot devenu rare signifiant « Français ») « Française ».

## Sources bibliographiques
- (hr) Barić, Eugenija et al., Hrvatska gramatika [« Grammaire croate »], Zagreb, Školska knjiga, 1997, 2e éd., 683 p. (ISBN 953-0-40010-1)
- (ro) Bidu-Vrănceanu, Angela et al., Dicționar general de științe. Științe ale limbii [« Dictionnaire général des sciences. Sciences de la langue »], Bucarest, Editura științifică, 1997 (ISBN 973-44-0229-3, lire en ligne)
- (en) Bussmann, Hadumod (dir.), Dictionary of Language and Linguistics [« Dictionnaire de la langue et de la linguistique »], Londres – New York, Routledge, 1998 (ISBN 0-203-98005-0, lire en ligne)
- (en) Crystal, David, A Dictionary of Linguistics and Phonetics [« Dictionnaire de linguistique et de phonétique »], Oxford, Blackwell Publishing, 2008, 4e éd., 529 p. (ISBN 978-1-4051-5296-9, lire en ligne)
- (ro) « Dicționare ale limbii române (Dexonline) » [« Dictionnaires de la langue roumaine »] (consulté le 26 août 2020)
- Dubois, Jean et al., Dictionnaire de linguistique, Paris, Larousse-Bordas/VUEF, 2002 (lire en ligne)
- Grevisse, Maurice et Goosse, André, Le Bon Usage : grammaire française, Bruxelles, De Boeck Université, 2007, 14e éd., 1600 p. (ISBN 978-2-8011-1404-9, lire en ligne)
- (ro) Marcu, Florin et Maneca, Constant, Dicționar de neologisme [« Dictionnaire de néologismes »] (DN (1986)), Bucarest, Editura Academiei, 1986 (sur Dexonline.ro)
- « Trésor de la langue française informatisé (TLFi) » (consulté le 26 août 2020)